# 美國建築師學會

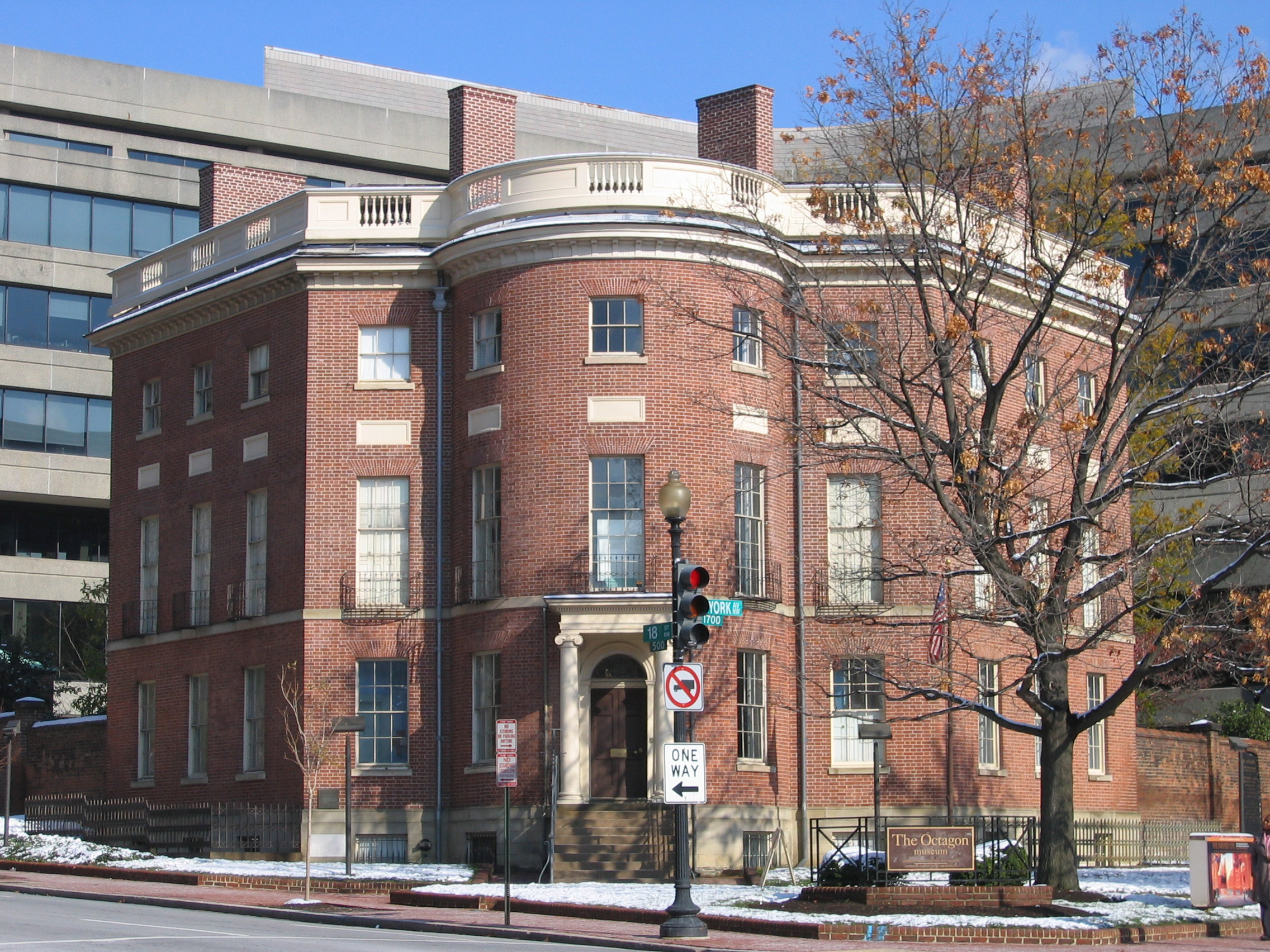
美國建築師學會的八角屋

美國建築師學會（英語：American Institute of Architects，缩写：AIA）與英國皇家建築師學會並稱為當今世界最權威的兩大建築師學會。總部位於華盛頓哥倫比亞特區。AIA 的宗旨是為建築師提供良好的後續教育、社區重建和其他可持續及提升建築業界規範形像的工作為己任。

## 歷史
1857年，美國還在沒有建築法例和教授關於建築知識的學院之「創建初期」。後來，以紐約建築學會（New York Society of Architects）的名義草擬規管建築業的規範條文，在費城建築師湯瑪士·華特的提議下使用了“美國建築師學會”的名稱，並沿用至今。學會會員於1857年4月15日簽署會章宣告學會正式成立。此後，美國各地的建築師紛紛響應加入學會，至1880年代學會先後在馬里蘭州、波士頓、芝加哥、辛辛那堤、印第安納波利斯、費城、羅得島、舊金山、聖路易斯等城市成立分會，迄今已有260個分會，超過9萬名全球會員。